# Гранський канал
Гранський канал (словац. Hranský kanál) — меліоративний канал; притока Ондави, протікає в окрузі Требишів.
Довжина приблизно 12,0 км. Витік знаходиться в масиві Східнословацька низовина.
Протікає територією сіл Земплінске Градіштє; Грань і міста Требишів.